# Monarchie française classique
Le terme monarchie française classique s'oppose à celui de Monarchie constitutionnelle française et renvoie aux diverses formes antérieures du Royaume de France.
Il évoque le régime de monarchie absolue de droit divin.

## Emploi
- L'acception apparaît lors de la Restauration française pour que le parti royaliste se différencie des institutions de l'Empire français.